# جسر أيرون

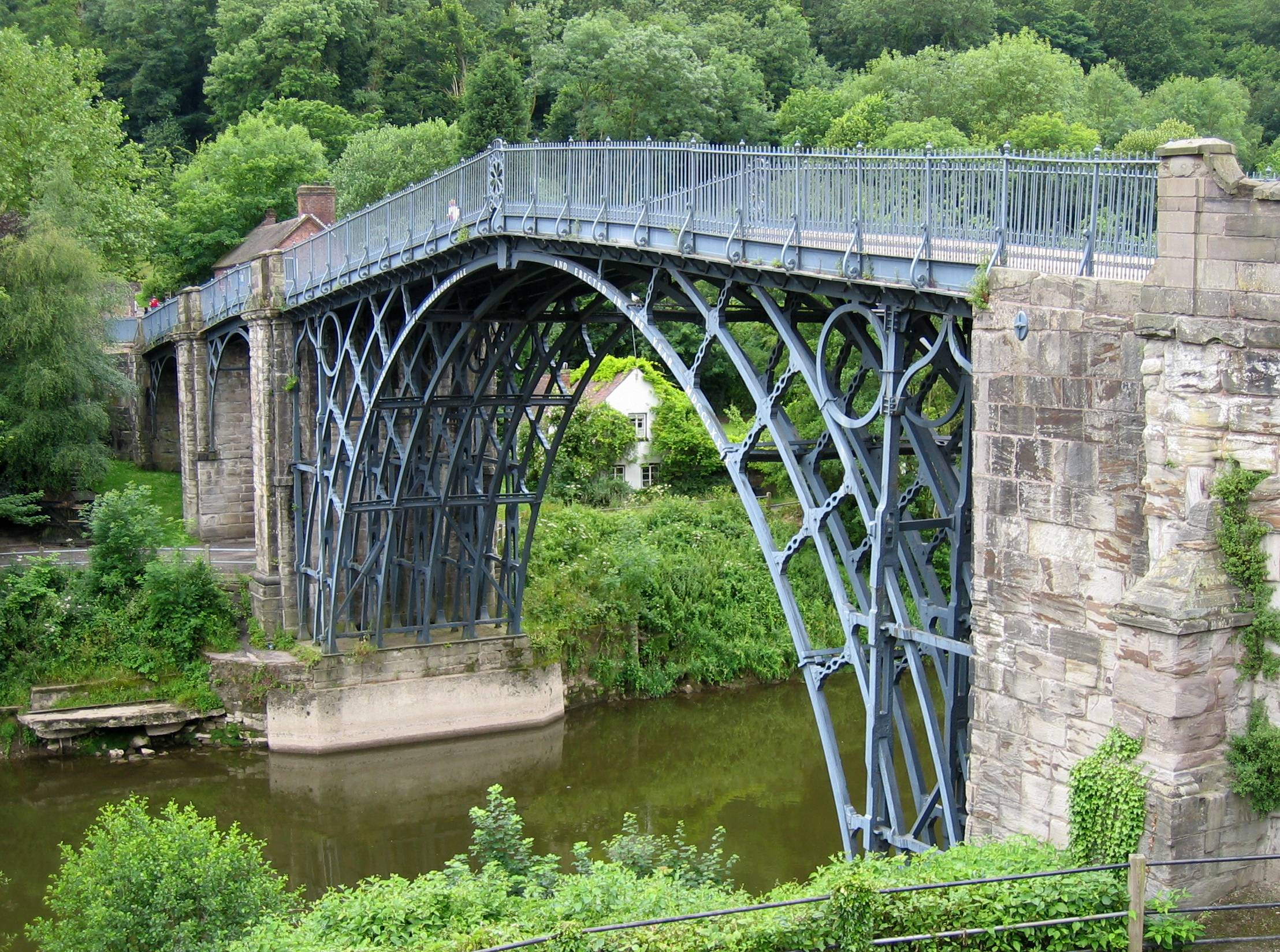
جسر أيرون في إنجلترا.

جسر أيرون (بالإنجليزية: The Iron Bridge) هو جسر قوسي يعبر نهر سيفيرن في إنجلترا. تم بناؤه عام 1779 بطول 60 م، وهو أول جسر مصنوع من الحديد المصبوب في العالم. 

## معرض صور

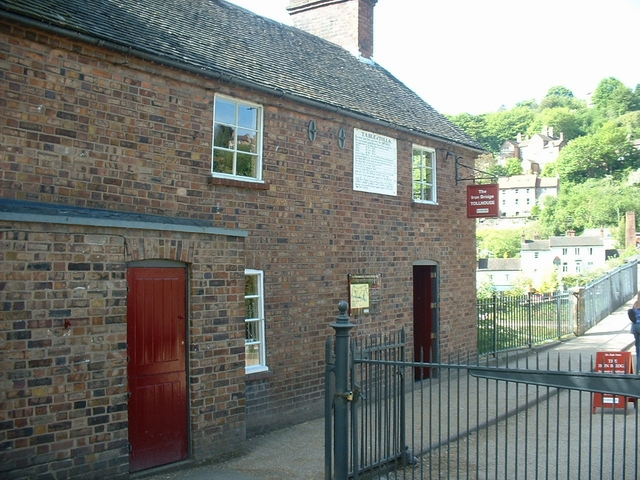
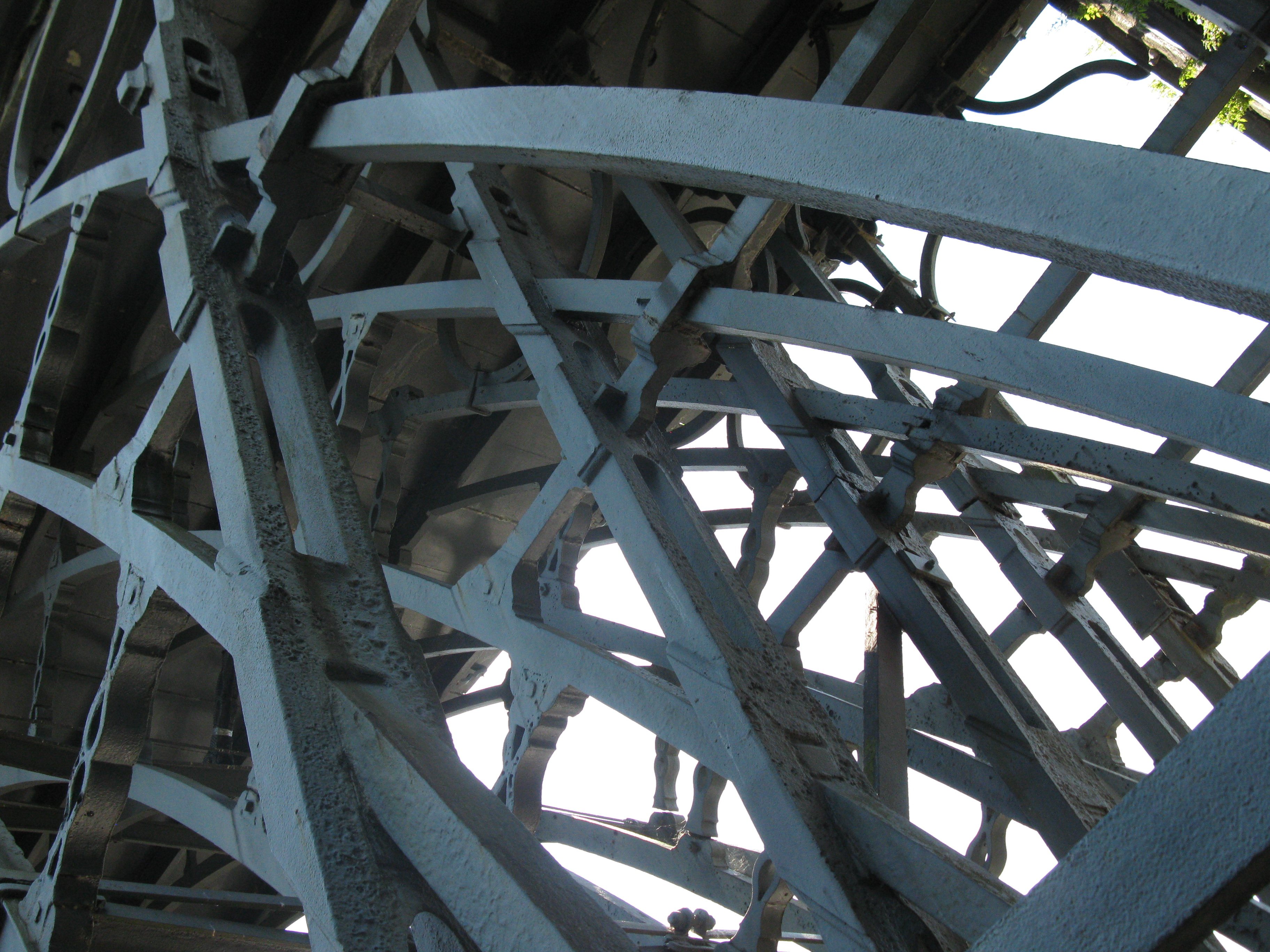
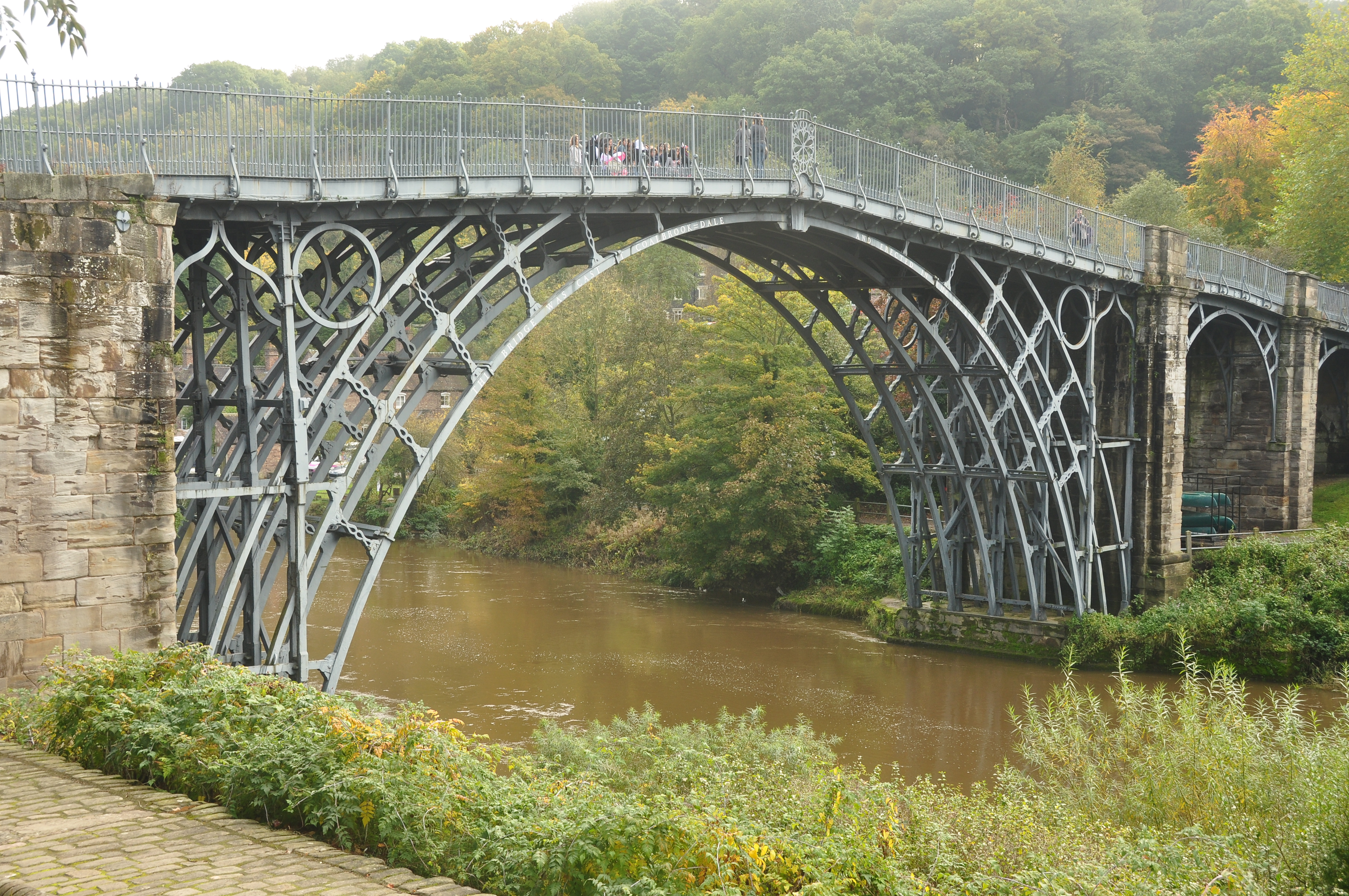
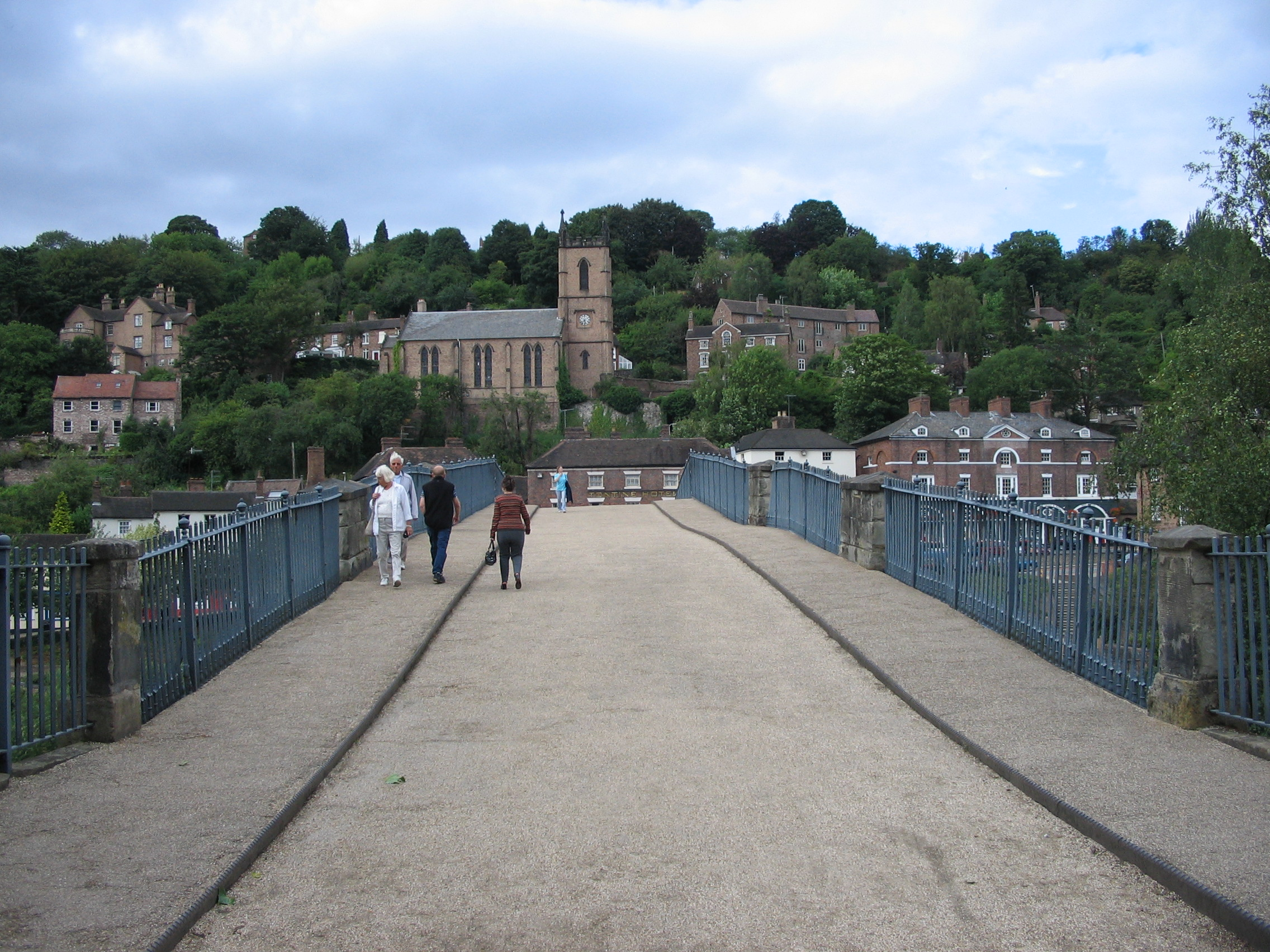
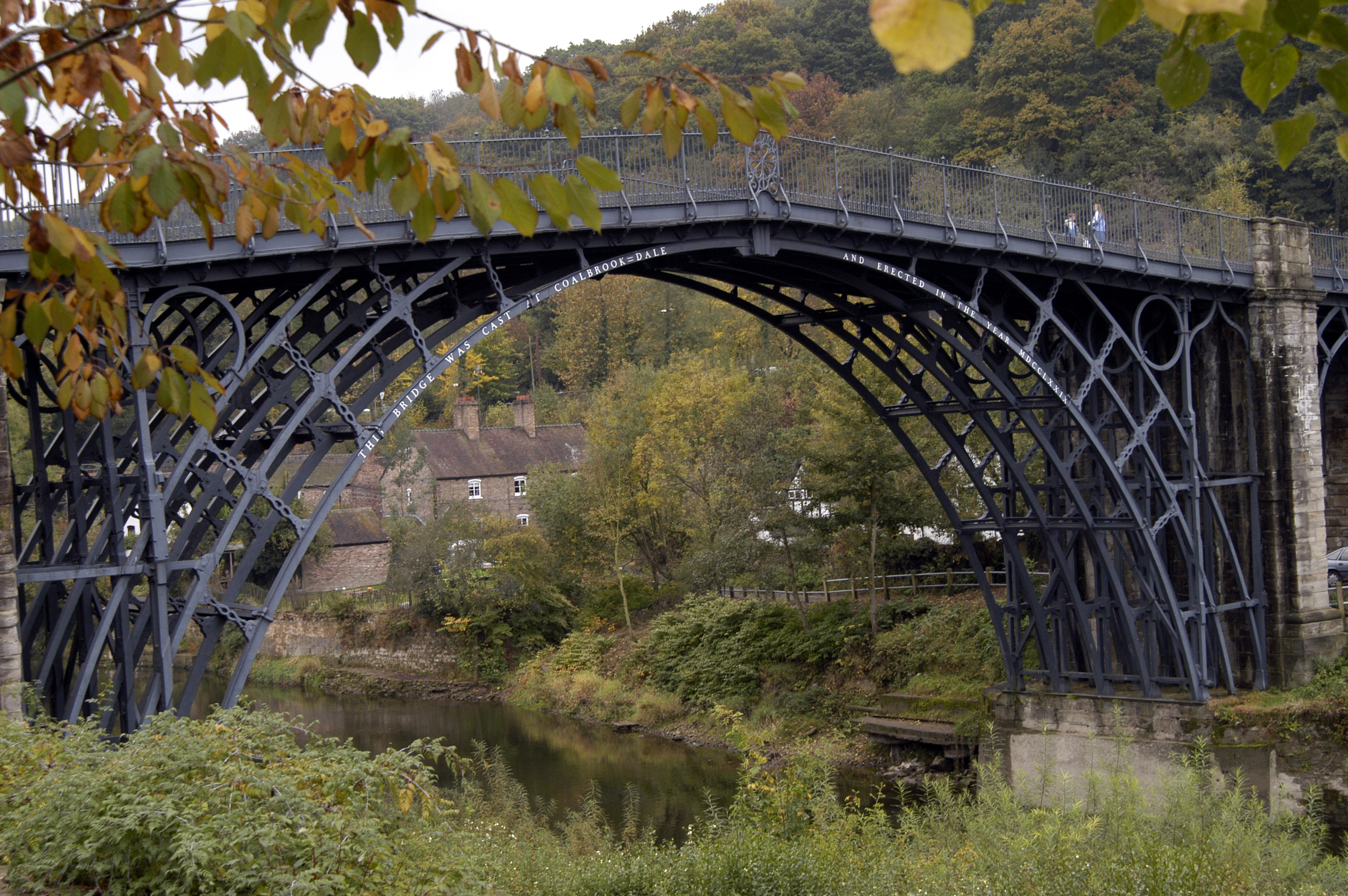

## مراجع

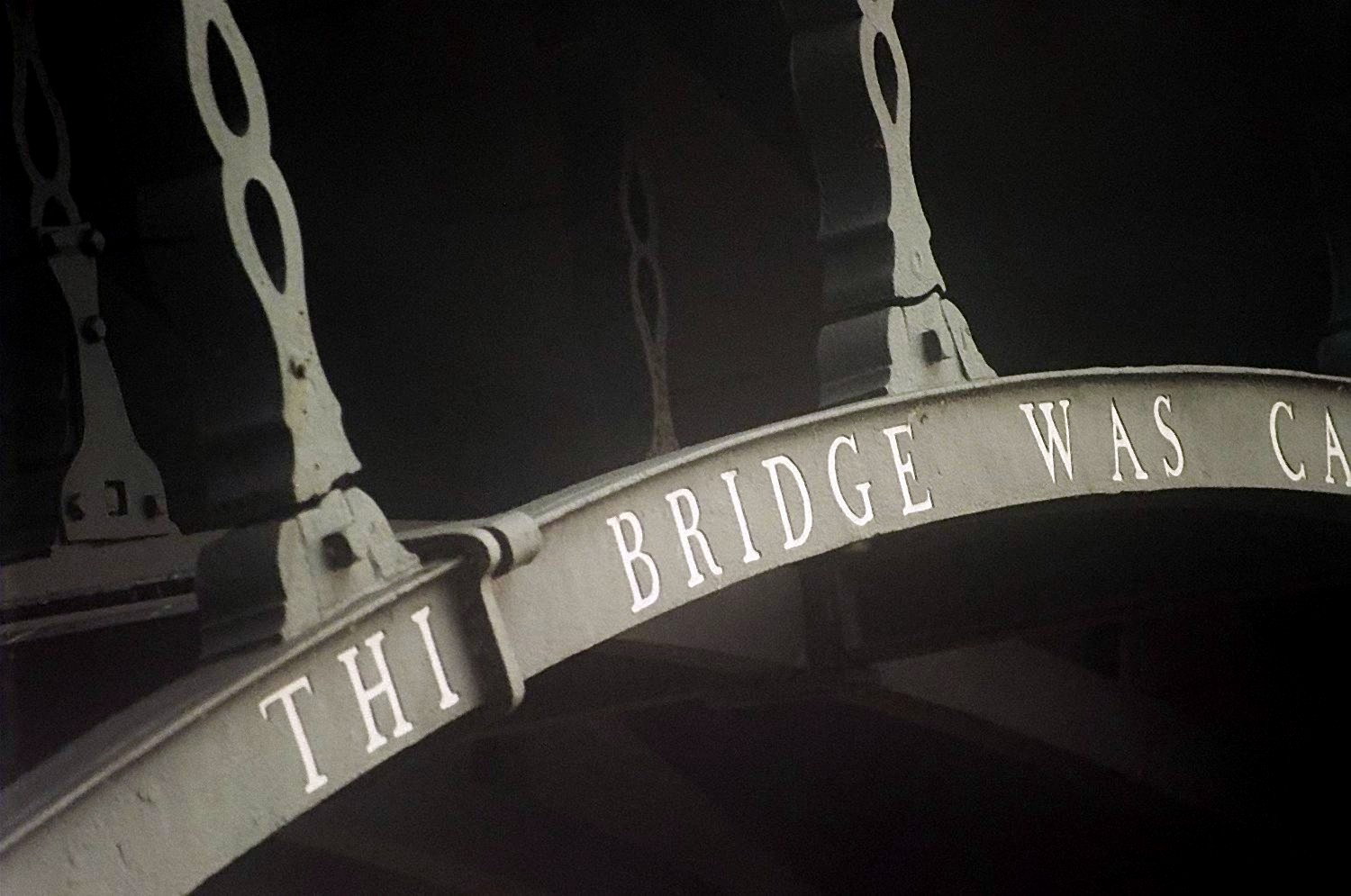
دعائم للجسر متصدعة.

## وصلات خارجية
- متحف جسر أيرون
- كيف تم بناء الجسر؟
- تاريخ وبحث عن جسر أيرون: التراث الإنجليزي